# Miguel Cardona
Miguel Angel Cardona (1975. július 11. –) amerikai tanító, aki 2021 és 2025 között az Egyesült Államok oktatási minisztere. Connecticut oktatási biztosa 2019 és 2021 között.
Az Israel Putnam Általános Iskola negyedik osztályában kezdte meg tanítói a karrierjét, Meridenben. 2003-ban, 27 éves korában kinevezték a Hanover School igazgatójának, amellyel az állam legfiatalabb igazgatója lett.

## Karrier
Cardona az Israel Putnam Általános Iskola negyedik osztályában kezdte meg tanítói a karrierjét. 2003-ban 27 éves korában kinevezték a Hanover School igazgatójának, amellyel az állam legfiatalabb igazgatója lett. 2015 és 2019 között oktatási főfelügyelő volt Meridenben. 2019 augusztusában Ned Lamont kinevezte, mint Connecticut oktatási biztosa. Az első latin-amerikai, aki ezt a pozíciót betöltötte.
Joe Biden 2020. december 22-én jelentett be, hogy jelölni fogja Cardonát, mint az Egyesült Államok oktatási minisztere. A Szenátus 2021. március 1-én fogadta el a jelölést.

## Magánélete
Cardona 2002-ben házasodott össze Marissa Pérezzel, aki 2001-ben elnyerte a Miss Connecticut díjat. Két gyermekük született.